# Цущар
Цущар — село в Кулинском районе Дагестана.
Образует сельское поселение село Цущар как единственный населённый пункт в его составе.

## Географическое положение
Расположено в 6 км к западу от районного центра села Вачи, на левом берегу реки Кунних.

## Население
| 1895 | 1926 | 1939 | 1959 | 1970 | 1989 | 2002 |
| ---- | ---- | ---- | ---- | ---- | ---- | ---- |
| 550  | ↘447 | ↗527 | ↘359 | ↗401 | ↘273 | ↘224 |
| 2010 | 2012 | 2013 | 2014 | 2015 | 2016 | 2017 |
| ↗281 | ↘279 | ↘271 | ↘265 | ↘263 | ↘257 | ↘251 |
| 2018 | 2019 | 2020 | 2021 | 2023 | 2024 | 2025 |
| ↘248 | ↘241 | ↗245 | ↘215 | ↗218 | ↗224 | ↗229 |

## Известные жители
- Хахаев, Билал Насруллаевич — инженер и учёный в области процессов и аппаратов нефтегазодобычи на сверхбольших глубинах. Доктор технических наук, профессор. Генеральный директор Государственного научно-производственного предприятия по сверхглубокому бурению и комплексному изучению недр Земли «Недра» с 1981 по 2009 год. Лауреат Государственной премии СССР в области науки и техники и Государственной премии Казахской ССР в области науки и техники. Академик Российской академии естественных наук[22].